# ساردن د دوئرو
ساردن د دوئرو (به اسپانیایی: Sardón de Duero) یک شهرستان در اسپانیا است که در استان وایادولید واقع شده‌است.